# Парисата
Парисатида II (на староперсийски: Parušyatiš, Parysatis) e персийска благородничка от ІV век пр. Хр. и от 324 г. пр. Хр. една от съпругите на македонския цар и египетски фараон Александър Велики.

## Преди сватбата с Александър Велики
След убийството на баща ѝ през 338 г. пр. Хр, брат ѝ Ас управлявал за кратко, преди да бъде наследен от втория си братовчед Дарий III през 336 г. пр. Хр. Вероятно след смъртта на баща си Парисатида и сестрите ѝ продължават да живеят в персийския съд. По време на кампанията на Дарий срещу нашествието на Александър Велики, Парисатида и нейните сестри, заедно с много други членове на персийския елит, придружавали персийската армия. След битката при Исус през 333 г. пр. Хр. Парисатида и много от нейните роднини са заловени в Дамаск от македонския генерал Парменион.

## След сватбата с Александър
Възможно е Парисатида да е останала в Суза с жените в семейството на Дарий, докато Александър води кампания в Индия. Според Ариан, през 324 г. Парисатида се жени за Александър в Суза. В същия ден Александър се оженил за най-голямата дъщеря на Дарий. Със сватбата с двете жени, Александър циментира връзките си с двата клона на кралското семейство на Ахеменидската империя. През това време 90 други персийски благородници са били женени за македонски и други гръцки войници, които са били лоялни към Александър.